# Amata marginalis
Amata marginalis är en fjärilsart som beskrevs av Walker 1854. Amata marginalis ingår i släktet Amata och familjen björnspinnare. Inga underarter finns listade i Catalogue of Life.